# Dendronephthya alexanderi
Dendronephthya alexanderi är en korallart som beskrevs av Nutting 1908. Dendronephthya alexanderi ingår i släktet Dendronephthya och familjen Nephtheidae. Inga underarter finns listade i Catalogue of Life.